# Bahnhof Siegburg/Bonn
Bahnhof Siegburg/Bonn vasútállomás Németországban, Siegburgban. A német vasútállomás kategóriák közül a 3. kategóriába tartozó vasútállomás.

## Vasútvonalak
Az állomást az alábbi vasútvonalak érintik:
- Köln–Frankfurt nagysebességű vasútvonal
- Siegstrecke
- Siegburg–Olpe-vasútvonal
- Siegburger Bahn

## Forgalom

### Stadtbahn
| Járat | Útvonal | Ütem                                              |
| ----- | --- | ------------------------------------------------- |
| 66    | Siegburg/Bonn Bf – Sankt Augustin-Mülldorf – Sankt Augustin Zentrum/Hochschule Bonn-Rhein-Sieg – Sankt Augustin Kloster – Sankt Augustin Ort – Hangelar Ost – Hangelar Mitte – Hangelar West – Vilich-Müldorf – Vilich – Adelheidisstraße – Konrad-Adenauer-Platz – Bertha-von-Suttner-Platz/Beethovenhaus – Stadthaus – Bonn Hbf – Universität/Markt – Juridicum – Bundesrechnungshof/Auswärtiges Amt – Museum Koenig – Heussallee/Museumsmeile – Ollenhauerstraße – Olof-Palme-Allee – Robert-Schuman-Platz – Rheinaue – Ramersdorf – Oberkassel Nord – Oberkassel Mitte – Oberkassel Süd/Römlinghoven – Oberdollendorf Nord – Oberdollendorf – Longenburg/CJD Königswinter – Königswinter Clemens-August-Straße – Königswinter Fähre – Königswinter Denkmal – Rhöndorf – Bad Honnef Am Spitzenbach – Bad Honnef | 10 perc                                           |
| 67    | Siegburg/Bonn Bf – Sankt Augustin-Mülldorf – Sankt Augustin Zentrum/Hochschule Bonn-Rhein-Sieg – Sankt Augustin Kloster – Sankt Augustin Ort – Hangelar Ost – Hangelar Mitte – Hangelar West – Vilich-Müldorf – Vilich – Adelheidisstraße – Konrad-Adenauer-Platz – Bertha-von-Suttner-Platz/Beethovenhaus – Stadthaus – Bonn Hbf – Universität/Markt – Juridicum – Bundesrechnungshof/Auswärtiges Amt – Museum Koenig – Heussallee/Museumsmeile – Ollenhauerstraße – Olof-Palme-Allee – Max-Löbner-Straße/Friesdorf – Hochkreuz/Deutsches Museum Bonn – Wurzerstraße – Plittersdorfer Straße – Bad Godesberg Bf – Bad Godesberg Stadthalle | morgens (nur werktags an Schultagen) zwei Fahrten |

### Regionális
| Járat | Útvonal | Ütem                                           |
| ----- | --- | ---------------------------------------------- |
| RE 9  | Rhein-Sieg-Express: Aachen Hbf – Aachen-Rothe Erde – Stolberg (Rheinl) Hbf – Eschweiler Hbf – Langerwehe – Düren – Horrem – Köln-Ehrenfeld – Köln Hbf – Köln Messe/Deutz – Porz – Troisdorf – Siegburg/Bonn – Hennef (Sieg) – Eitorf – Herchen – Schladern – Au – Wissen – Betzdorf – Kirchen (Sieg) – Brachbach – Siegen | 60 perc                                        |
| S 12  | Horrem – Frechen-Königsdorf – Köln-Weiden West – Köln-Lövenich – Köln-Müngersdorf Technologiepark – Köln-Ehrenfeld – Köln Hansaring – Köln Hbf – Köln Messe/Deutz – Köln Trimbornstraße – Köln Airport Businesspark – Köln Steinstraße – Porz (Rhein) – Porz-Wahn – Spich – Troisdorf – Siegburg/Bonn – Hennef (Sieg) – Hennef Im Siegbogen – Blankenberg – Merten (Sieg) – Eitorf – Herchen – Dattenfeld – Schladern (Sieg) – Rosbach (Sieg) – Au (Sieg) Horrem-Ehrenfeld nur in der HVZ                                         | 20 perc (Ehrenfeld–Hennef) 60 perc (Hennef–Au) |
| S 19  | Düren – Merzenich – Buir – Sindorf – Horrem – Frechen-Königdorf – Köln-Weiden West – Köln-Lövenich – Köln-Müngersdorf Technologiepark – Köln-Ehrenfeld – Köln Hansaring – Köln Hbf – Köln Messe/Deutz – Köln Trimbornstraße – Köln Frankfurter Straße – Köln Bonn/Flughafen – Porz-Wahn – Spich – Troisdorf – Siegburg/Bonn – Hennef (Sieg) – Hennef Im Siegbogen – Blankenberg (Sieg)* – Merten (Sieg) – Eitorf – Herchen – Dattenfeld (Sieg) – Schladern (Sieg) – Rosbach (Sieg) – Au (Sieg) * Blankenberg nur einzelne Fahrten | 60 perc                                        |

### Távolsági
| Járat                | Útvonal | Ütem             |
| -------------------- | --- | ---------------- |
| ICE 42               | (Hamburg – Münster –) Dortmund – Düsseldorf – Köln – Siegburg/Bonn – Frankfurt Flughafen Fernbf – Mannheim – Stuttgart – München                                                     | kétóránként      |
| ICE 43               | (Hannover –) Dortmund – Wuppertal – Köln – Siegburg/Bonn – Frankfurt Flughafen Fernbf – Mannheim – Karlsruhe – Basel SBB                                                             | kétóránként      |
| ICE 45               | Köln – Köln/Bonn Flughafen – Siegburg/Bonn – Montabaur – Limburg Süd – Wiesbaden – Mainz – Mannheim – Heidelberg – Vaihingen – Stuttgart                                             | bizonyos vonatok |
| ICE 49               | Köln Hbf – Siegburg/Bonn – Montabaur – Limburg Süd – Frankfurt Flughafen Fernbf – Frankfurt (Main) Hbf                                                                               | bizonyos vonatok |
| ICE International 79 | Brüssel Midi – Brüssel Nord – Liège-Guillemins – Aachen – Köln – (Köln/Bonn Flughafen – Siegburg/Bonn – Montabaur – Limburg Süd) – Frankfurt Flughafen Fernbf – Frankfurt (Main) Hbf | bizonyos vonatok |

## Kapcsolódó állomások
A vasútállomáshoz az alábbi állomások vannak a legközelebb:
- Montabaur station (Köln–Frankfurt nagysebességű vasútvonal)
- Hennef (Sieg) station (Au station, S19, S12)
- Troisdorf station (Düren station, Horrem station, S19, S12)